# شهرک سلیمانیه
شهرک سلیمانیه یکی از محله‌های شهر تهران است که در شرق تهران و منطقه ۱۴ واقع شده‌است.
این شهرک در باختر (غرب) شهرک قصر فیروزه و در شمال خیابان خاوران قرار گرفته‌است. شهرک سلیمانیه از شمال در جهت ساعتگرد به بزرگراه شهید حلاتی، بلوار نبرد، بلوار شهروی، سی‌متری زمزم و بلوار میثم محدود می‌گردد.
در میان شهرک سلیمانیه منطقه فضای سبز بزرگی قرار دارد که در درون و پیرامون آن میدان توزیع گل و گیاه (بازار گل محلاتی)، دانشکده فنی مهندسی کلانتری مربوط به دانشگاه آزاد اسلامی واحد تهران جنوب، سازمان آتش‌نشانی محلاتی ایستگاه ۲۴، نیروی انتظامی ناحیه ۱۳۲، منطقه پستی جنوب شرق، ثبت احوال منطقه شرق، مجتمع مسکونی نیروی هوایی (شهرک گلها)، فروشگاه شهروند، دادسرای عمومی و انقلاب ناحیه ۱۴ و مجتمع قضایی خانواده ۱ قرار دارد.